# ITF Devanagari
ITF Devanagari est une famille de polices de caractères devanagari développée par Indian Type Foundry. Elle est distribuée par Apple avec OS X à partir de Yosemite.